# Italia Ricci
Italia Ricci, född 29 oktober 1986 i Richmond Hill, Ontario, är en kanadensisk skådespelare.
Ricci har bland annat medverkat i TV-serierna Designated Survivor (2016–2019) och The Imperfects från 2022. Hon har även medverkat i filmen Love in Winterland från 2020.

## Filmografi (i urval)
- 2016–2019: Designated Survivor
- 2020: Love in Winterland
- 2022: The Imperfects